# برونوو اچاگارای
 برونوو اچاگارای (انگلیسی: Bruno Echagaray؛ زادهٔ ۸ مهٔ ۱۹۸۳) یک تنیس‌باز اهل مکزیک است. 